# Płoszczad´ 1905 goda
Płoszczad´ 1905 goda (ros. Площадь 1905 года) – szósta stacja jedynej linii znajdującego się w Jekaterynburgu systemu metra.

## Charakterystyka
Położona w rejonie leninowskim, jednym z centralnie położonych obszarów miasta, gdzie spotykają się różne arterie komunikacyjne Jekaterynburga. Otoczona jest przez budynki administracji miejskiej i obwodowej, a także przez siedziby największych firm mieszczących się w Jekaterynburgu. Oprócz tego w jej pobliżu znajdują się ważne centra kulturalne (teatry, muzea) oraz kilka dużych centrów handlowych. Dziennie obsługuje około 24 tysięcy pasażerów. Pierwsze prace przygotowujące do budowy stacji zaczęły się w 1980 roku. Problemem w konstrukcji była budowa geologiczna terenu, a konkretniej skały krystaliczne przez które poprowadzenie linii metra było niezwykle trudne. Przebijanie się przez skały wymagałoby użycia materiałów wybuchowych, co było niedopuszczalne z uwagi na fakt, że było to centrum miasta, z wieloma zabytkami oraz zabudowaniami mieszkalnymi. Dodatkowo problem stanowiły stawy miejskie znajdujące się na tym terenie. Dlatego zdecydowano się na wydrążenie tuneli na głębszej niż zwykle głębokości. Budowa rozpoczęła się ostatecznie w 1987 roku. Problemy ekonomiczne jakie pojawiły się w latach osiemdziesiątych, a następnie rozpad Związku Radzieckiego i problemy jakie nawiedziły postsowiecką Federację Rosyjską sprawiły, że prace nad budową znacząco się opóźniły.
Stacja została uroczyście otwarta 22 grudnia 1994 roku. Nazwę nadaje jeden z głównych placów Jekaterynburga, przy którym przystanek ten jest zlokalizowany. Stacja jest ozdobiona błyszczącymi portalami wykonanymi z czerwonego granitu. Nad peronami dominują zgrupowane w pary kolumny, ściany ozdobione reliefami, które przedstawiają wydarzenia rewolucyjne jakie wybuchały na Uralu. Marmur z jakich niektóre elementy stacji został wykonane był specjalnie sprowadzany z Włoch. Z sufitów zwisają żyrandole wykonane z kryształu i brązu. Jest jedną z najbardziej ruchliwych stacji miasta, a udostępniana pasażerom od godziny 6 rano do północy. Po opuszczeniu terenu stacji możliwa jest szybka przesiadka do komunikacji autobusowej lub tramwajowej. Zgodnie z planami rozwoju metra w Jekaterynburgu, po wybudowaniu drugiej linii metra, stacja Plac 1905 Roku będzie stanowić stację przesiadkową pomiędzy pierwszą a drugą linią.